# International Catch Wrestling Alliance
L'International Catch Wrestling Alliance (ICWA) è una federazione di wrestling francese.

## Storia
La federazione nasce nel 2002 con l'intento di risollevare le sorti della tradizione del catch transalpino.
Ingaggia fin dall'inizio alcune tra le principali stelle del wrestling europeo, diventando una delle principali promotions del vecchio continente.